# Mary Rand
Mary Denise Rand, née Bignal le 14 février 1940 à Wells, Somerset, est une ancienne athlète britannique, championne olympique. Mary Rand est la première Britannique à remporter une médaille d'or en athlétisme. Quelques jours après son succès Ann Packer devient la deuxième en remportant l'or sur 800 m.

## Carrière
Son premier coup d'éclat sur la scène internationale, elle le réussit sous son nom de jeune fille Bignal, aux jeux du Commonwealth de 1958 à Cardiff. Avec 1.61 m, elle finit cinquième en saut en hauteur et deuxième avec 5.97 m en longueur derrière Sheila Hoskin
Un mois plus tard, elle se classe septième du pentathlon des championnats d'Europe à Stockholm.
Elle est la favorite de la longueur aux Jeux olympiques de 1960 mais ne se classe que neuvième. Elle manque encore le bronze sur 80 m haies pour un dixième de seconde.
Aux championnats d'Europe de 1962 à Belgrade, elle remporte deux médailles de bronze, la première avec le relais 4 × 100 m et la seconde en saut en longueur avec l'aide du vent pour atteindre 6.22 m.
Aux Jeux olympiques de 1964, Rand remporte à nouveau le bronze avec ses compatriotes Janet Simpson, Daphne Arden et Dorothy Hyman du relais 4 × 100 m. Elle gagne l'argent au pentathlon derrière la Soviétique Irina Press. Au concours de la longueur, elle est sacrée championne olympique devant la Polonaise Irena Kirszenstein.
Aux jeux du Commonwealth de 1966 à Kingston, elle remporte à nouveau le saut en longueur. Un mois plus tard, aux championnats d'Europe de 1966 à Budapest, elle termine au pied du podium de pentathlon.
Après son divorce d'avec son premier mari, le spécialiste de l'aviron Sidney Rand, elle se remarie avec le décathlonien américain Bill Toomey. Ce mariage se termine également par un divorce en 1992. Elle se remarie avec John Reese et vit désormais aux États-Unis.

## Palmarès

### Jeux olympiques d'été
- Jeux olympiques d'été de 1960 à Rome ( Italie)
  - 4e sur 80 m haies
  - 9e au saut en longueur
- Jeux olympiques d'été de 1964 à Tokyo ( Japon)
  -  Médaille d'or au saut en longueur
  -  Médaille d'argent au pentathlon
  -  Médaille de bronze en relais 4 × 100 m

### Jeux de l'Empire britannique et du Commonwealth
- Jeux de l'Empire britannique et du Commonwealth de 1958 à Cardiff ( Pays de Galles)
  -  Médaille d'argent au saut en longueur
  - 5e au saut en hauteur
- Jeux de l'Empire britannique et du Commonwealth de 1966 à Cardiff Kingston ( Jamaïque)
  -  Médaille d'or au saut en longueur

### Championnats d'Europe d'athlétisme
- Championnats d'Europe d'athlétisme de 1962 à Belgrade ( Yougoslavie)
  -  Médaille de bronze au saut en longueur
  -  Médaille de bronze en relais 4 × 100 m
- Championnats d'Europe d'athlétisme de 1966 à Budapest ( Hongrie)
  - 4e au pentathlon

### Championnats d'Europe d'athlétisme en salle
- Jeux européens d'athlétisme en salle de 1966 à Dortmund ( Allemagne de l'Ouest)
  -  Médaille de bronze sur 60 m
  -  Médaille d'argent au saut en longueur
  - 4e au saut en hauteur

## Records
- Record du monde du saut en longueur avec 6.76 m le 14 octobre 1964 à Tokyo (amélioration du record de Tatyana Shchelkanova, sera battu le 14 octobre 1968 par Viorica Viscopoleanu à Mexico)